# Ctenyura tetraplexa
Ctenyura tetraplexa is een zakpijpensoort uit de familie van de Pyuridae. De wetenschappelijke naam van de soort is voor het eerst geldig gepubliceerd in 1985 door Kott.